# Martin Copping
Pour les articles homonymes, voir Copping (homonymie).
Martin Copping est un acteur australien né le 1er novembre 1977.

## Filmographie

### Cinéma

#### Films
- 1978 : Patrick de Richard Franklin : bébé à l'hôpital
- 1982 : The Pirate Movie de Ken Annakin : client au McDonald's
- 1998 : Amy de Nadia Tass : un groupie
- 2012 : Reboot : Bren
- 2013 : La Dernière Tranchée d'Adrian Powers et Johan Earl : Le caporal Richard Jennings

#### Courts métrages
- 2011 : Sheep Impact (en) : Craig
- 2013 : Elegy for a Revolutionary (en) de Paul van Zyl (en) : Jeremy James

### Télévision

#### Téléfilms
- 2000 : On the Beach de Russell Mulcahy : Beans

#### Séries télévisées
- 1997 : Océane (18 épisodes) : Orky
- 1997-1998 : Les Voisins (5 épisodes) : Andy Sisson
- 1998 : Good Guys, Bad Guys (en) (1 épisode) : Porter
- 2000 : Stingers (1 épisode) : Troy
- 2000 : Something in the Air (en) (4 épisodes) : Jimmy Hibberd
- 2000 : Eugénie Sandler P.I. (en) (3 épisodes) : Thargie
- 2002 : Halifax : le policier Haig
- 2004 : Blue Heelers (en) (5 épisodes) : Boyd Spurling

## Doublage

### Jeux Video
- 2019 Rainbow Six: Siege : Max Goose « Mozzie »